# Національний університет Ла-Плати
Національний університет Ла-Плати (ісп. Universidad Nacional de La Plata, UNLP) — державний вищий навчальний заклад, розташований у місті Ла-Плата. Заснований 1905 року Хоакіном Віктором Гонсалесом. Цей університет є третім відкритим в Аргентині після університетів Кордови і Буенос-Айреса. На 2022 рік університет налічував близько 113 000 студентів, які навчалися на 17 факультетах і 118 спеціальностях. Серед його випускників чимало відомих особистостей, зокрема лауреати Нобелівської премії 1980 року Адольфо Перес Есківель і 1936 року Карлос Сааведра Ламас, колишній та нинішній президенти Аргентини Нестор Кіршнер та Крістіна Фернандес де Кіршнер, письменник Ернесто Сабато та інші.

## Склад

### Факультети

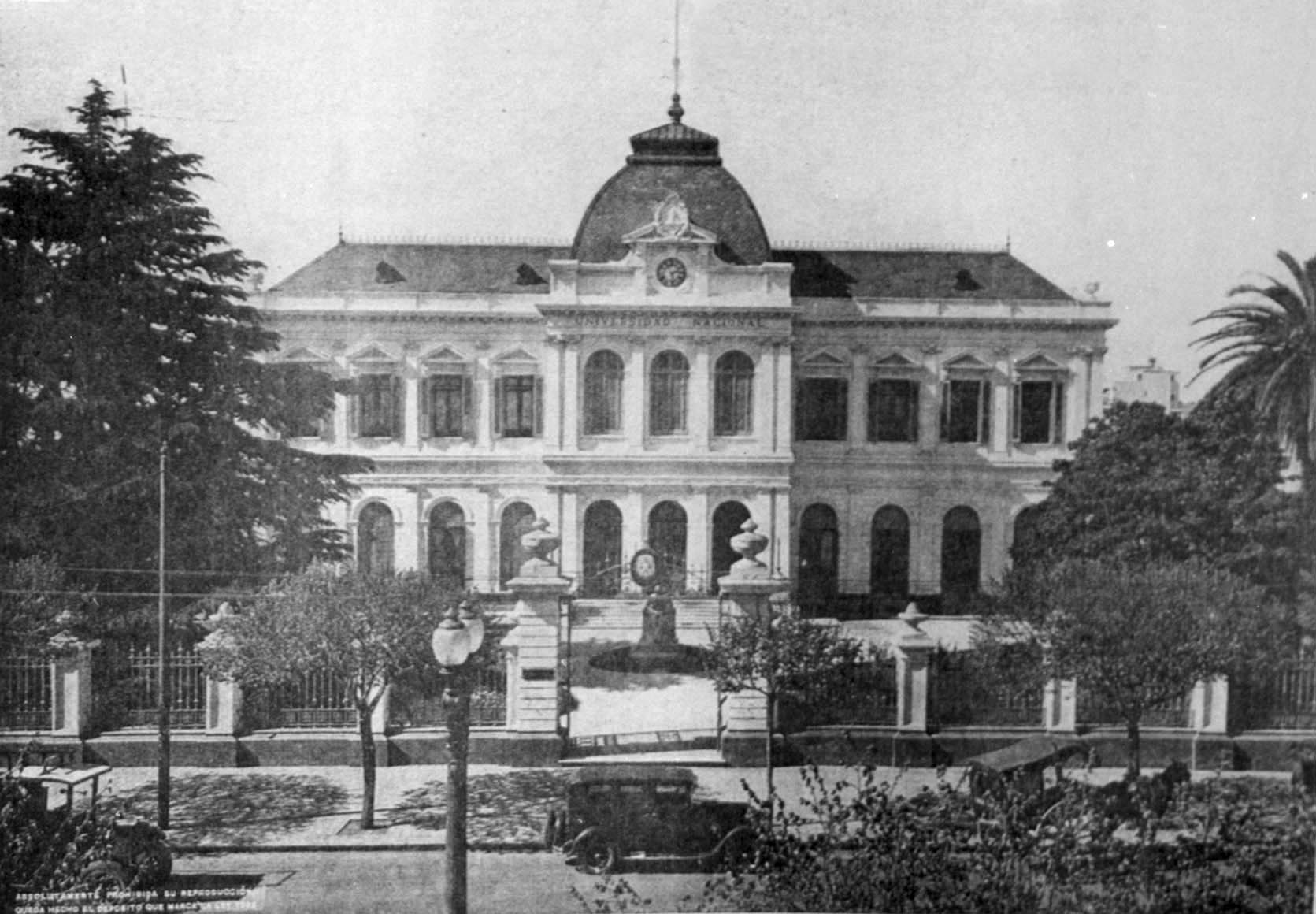
Ректорат на початку ХХ ст.

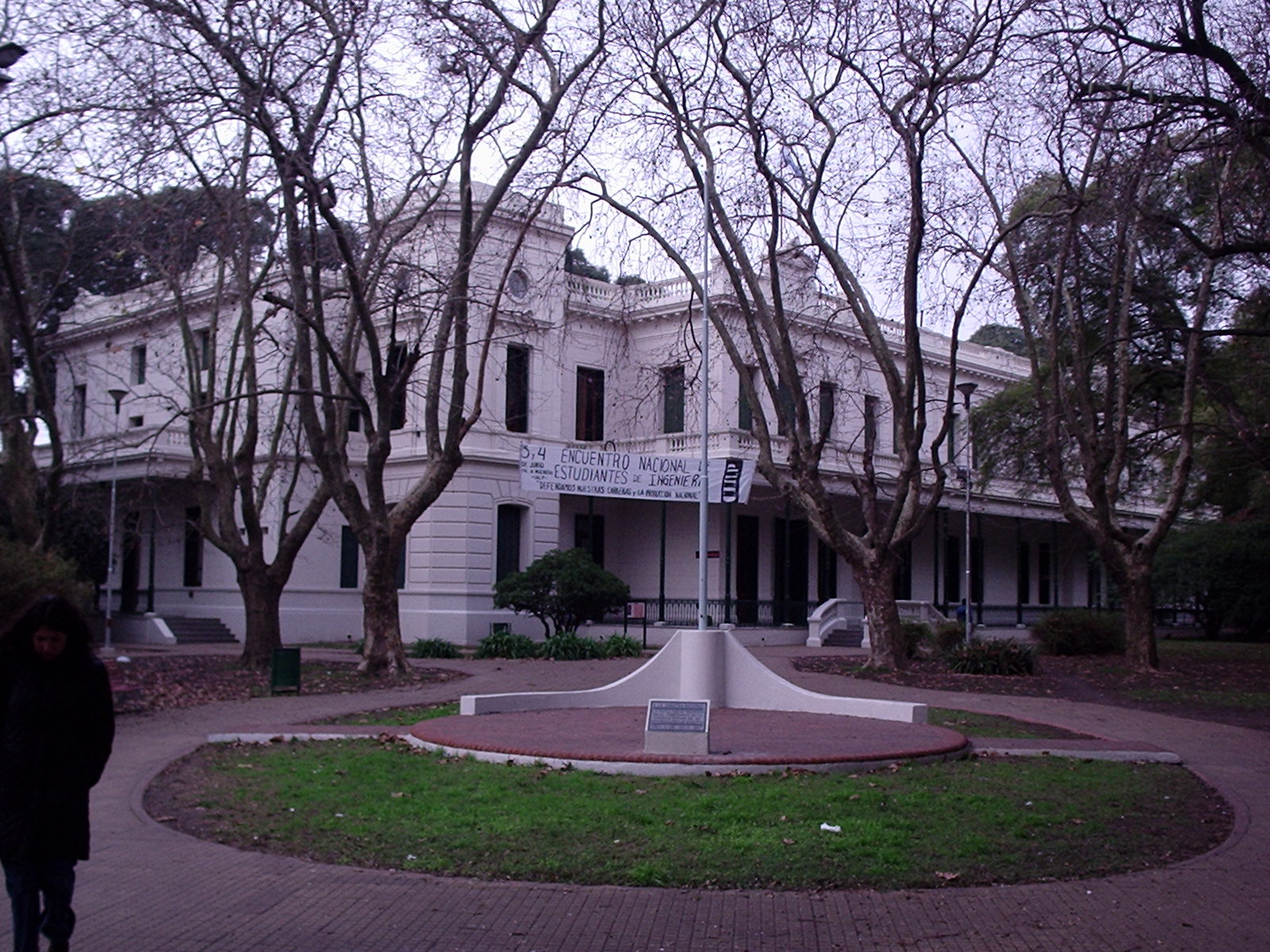
Факультет інженерії

Факультети Національного університету Ла-Плати:
- Архітектури й урбаністики
- Образотворчих мистецтв
- Аграрних і лісогосподарських наук
- Астрономічних і геофізичних наук
- Економічних наук
- Точних наук
- Юридичних наук і суспільствознавства
- Медичних наук
- Природничих наук
- Ветеринарних наук
- Гуманітарних і педагогічних наук
- Інформатики
- Інженерії
- Стоматології
- Журналістики і зв'язків з громадськістю
- Психології
- Соціальної роботи

### Музеї

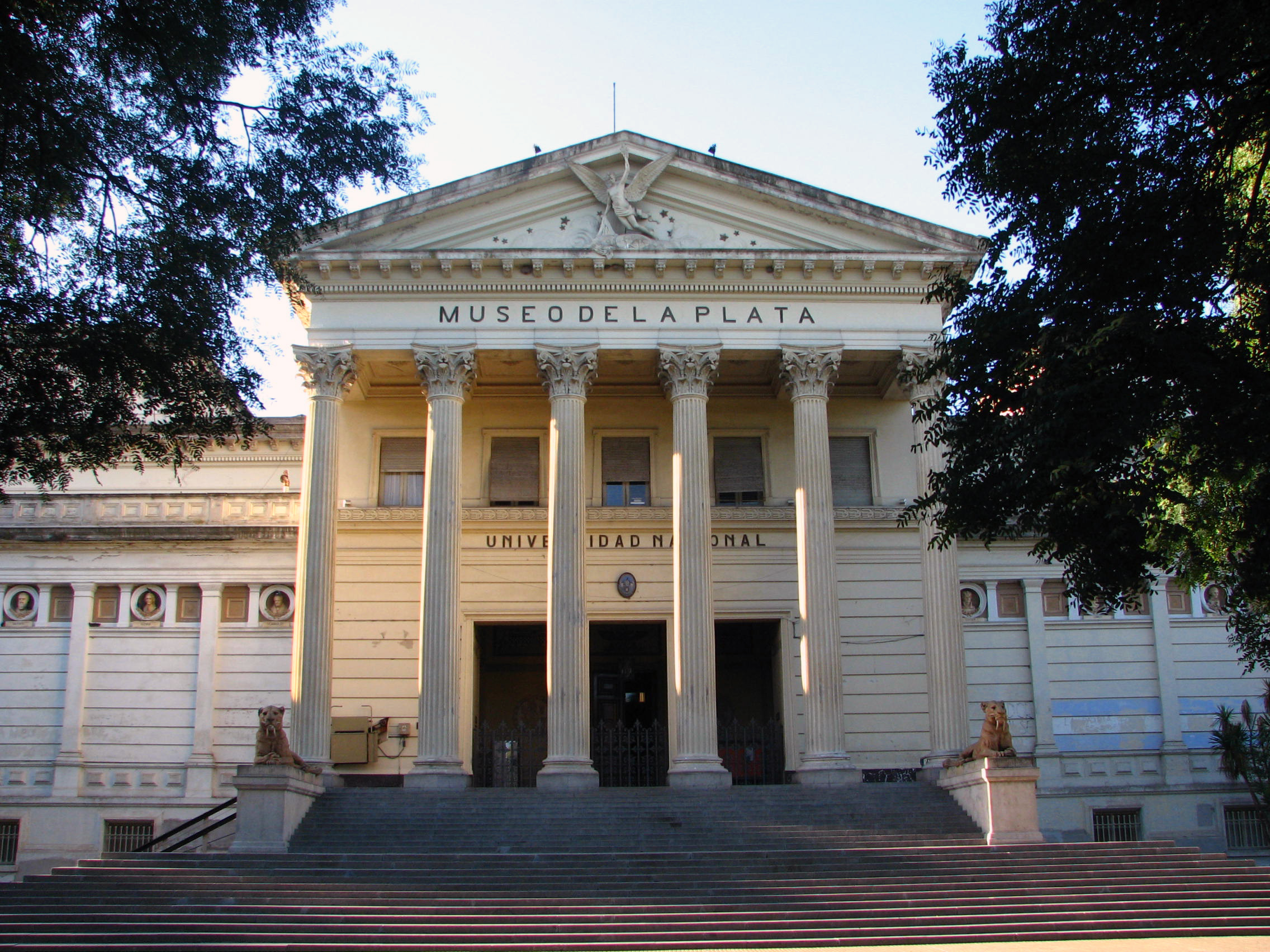
Музей Ла-Плати

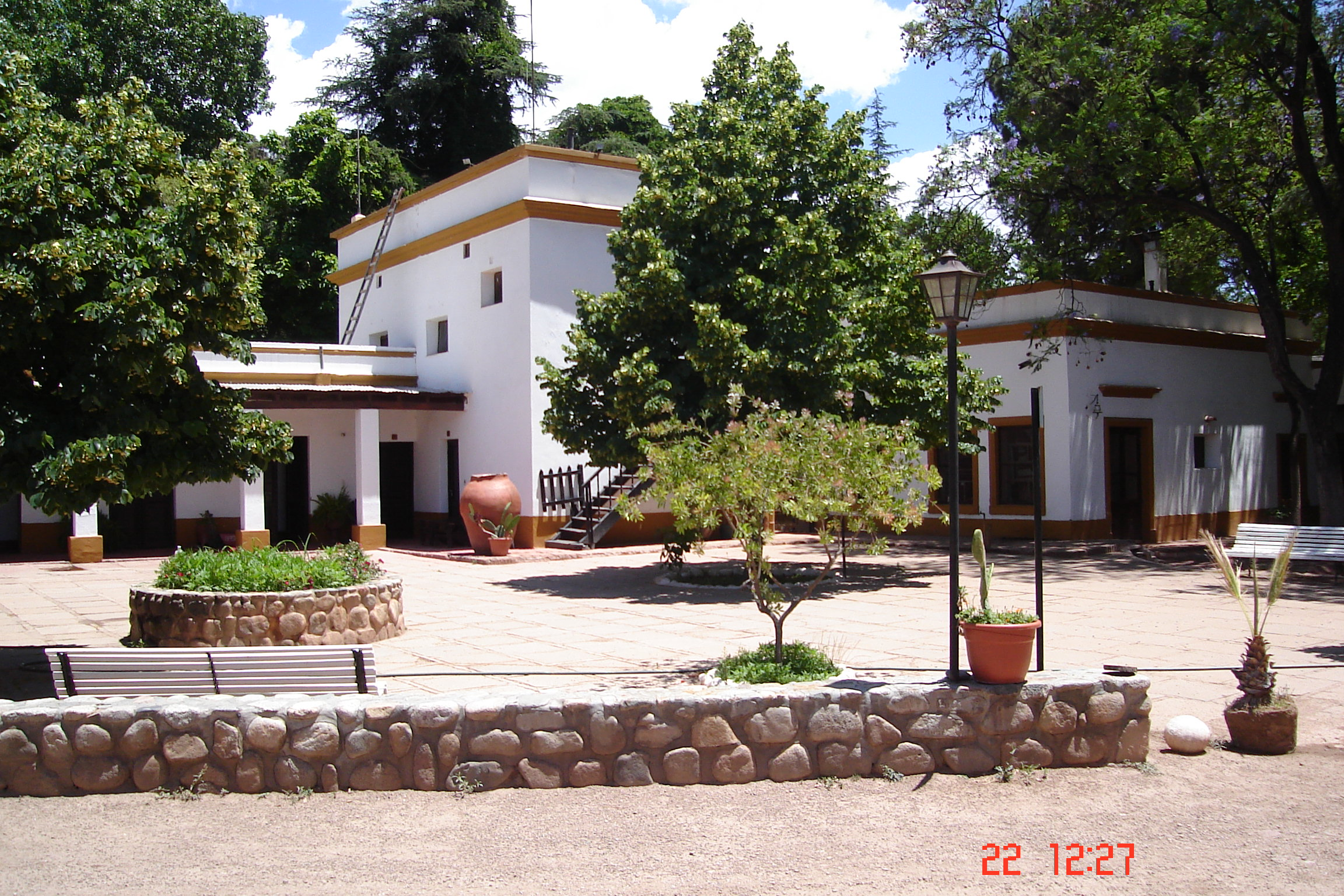
Внутрішній дворик музею Самай Уасі

Мережа музеїв Національного університету Ла-Плати була утворена 1997 року. На 2009 рік до неї входили:
- Музей природничих наук
- Музей Самай Уасі
- Музей музичних інструментів ім. Аццаріні
- Музей ветеринарії др. Арройо
- Музей Ла-Плати
- Музей історії медицини ім. С. Горостьяге
- Музей фізики
- Музей астрономії і геофізики
- Музей ботаніки і фармакогнозії ім. др. С. Спегацціні
- Музей-бібліотека хімії і фармації ім. др. Карлоса Сагастуме
- Музей стоматології
- Музей сільськогосподарських і лісогосподарських наук ім. проф. Хуліо Окампо

### Мистецькі установи
- Хори:
  - Університетський
  - Юнацький
  - Камерний
- Струнний квартет
- Духовий квінтет
- Університетський театр

### Інші установи

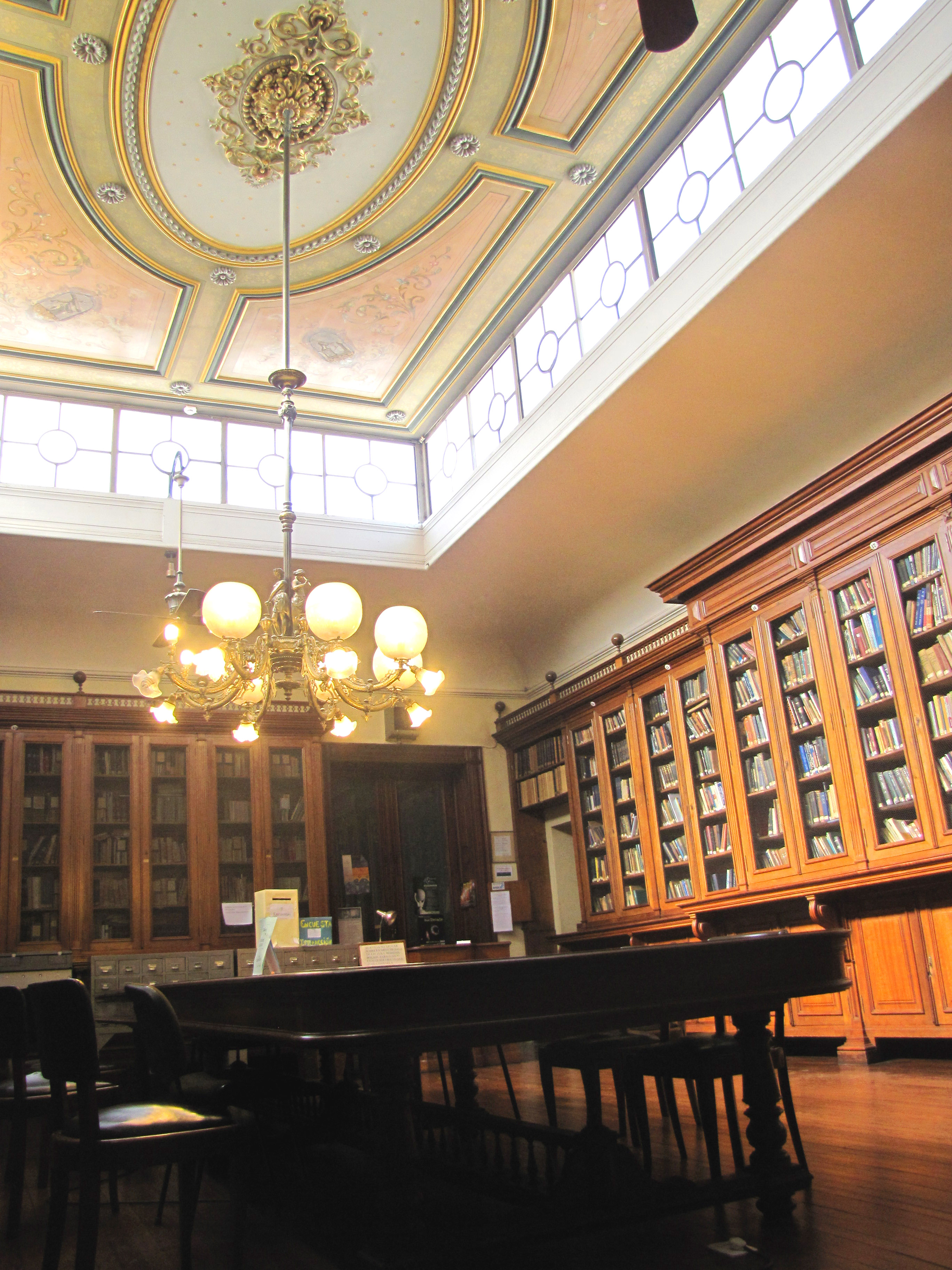
Бібліотека факультету астрономії і геофізики

До складу Національного Університету Ла-Плати також входять: 
- Національний коледж ім. Рафаеля Ернандеса
- Ліцей ім. Віктора Мерканте
- Бакалаврат витончених мистецтв
- Аграрна школа
- Вища школа ім. Хоакіна В. Гонсалеса
- Університетське радіо
- університетське видавництво
- Університетська школа службовців
- Мовна школа
- публічна бібліотека
- Інститут фізкультури
- Обсерваторія
- 141 дослідницький центр, де працюють близько 3 500 вчених